# Baltalı (Şəki)
Baltalı è un comune dell'Azerbaigian situato nel distretto di Şəki. Conta una popolazione di 1 900 abitanti.